# Roger Mills
Roger Mills (Gran Londres, Reino Unido, 11 de febrero de 1948) fue un atleta británico especializado en la prueba de 20 km marcha, en la que consiguió ser medallista de bronce europeo en 1974.

## Carrera deportiva
En el Campeonato Europeo de Atletismo de 1974 ganó la medalla de bronce en los 20 km marcha, con un tiempo de 1:32:34 segundos, llegando a meta tras el soviético Volodymyr Holubnychy (oro con 1:29:30 segundos) y del alemán Bernd Kannenberg (plata).